# Distoleon ochroneurus
Distoleon ochroneurus is een insect uit de familie van de mierenleeuwen (Myrmeleontidae), die tot de orde netvleugeligen (Neuroptera) behoort. 
Distoleon ochroneurus is voor het eerst wetenschappelijk beschreven door Navás in 1932.